# 舍扎勒伯努瓦
舍扎勒伯努瓦（法語：Chezal-Benoît，法語發音：[ʃəzal bənwa]）是法国谢尔省的一个市镇，属于圣阿芒蒙龙区。

## 地理
舍扎勒伯努瓦（46°49'37"N, 2°6'51"E）面积46.46 平方千米，位于法国中央-卢瓦尔河谷大区谢尔省，该省份为法国中部省份，北起卢瓦雷省，西接卢瓦-谢尔省和安德尔省，南至克勒兹省，东南接阿列省，东临涅夫勒省。
与舍扎勒伯努瓦接壤的市镇（或旧市镇、城区）包括：拉塞勒孔代、阿尔农河畔马勒伊、圣博代尔、利涅尔地区圣伊莱尔、维勒瑟兰、普吕涅、圣欧班、塞格里。

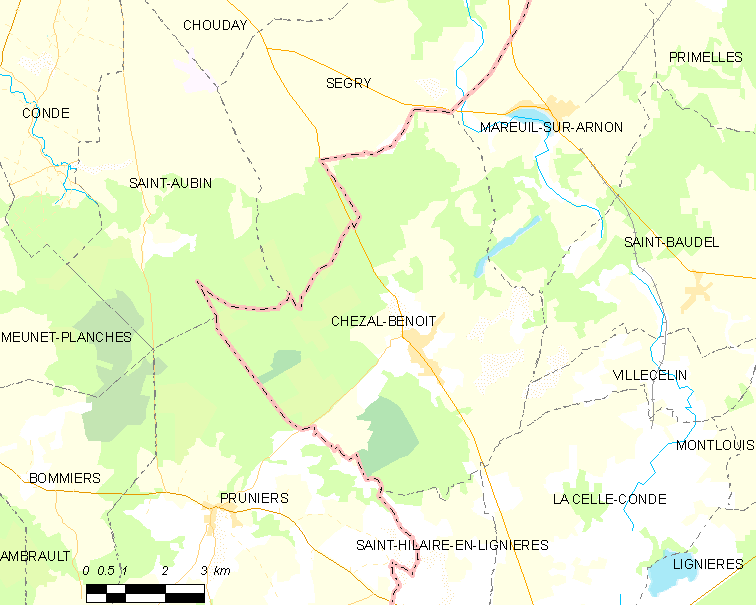
舍扎勒伯努瓦的OSM定位图

舍扎勒伯努瓦的时区为UTC+01:00、UTC+02:00（夏令时）。

## 行政
舍扎勒伯努瓦的邮政编码为18160，INSEE市镇编码为18065。

## 政治
舍扎勒伯努瓦所属的省级选区为沙托梅扬县。

## 人口

1962-2008年间舍扎勒伯努瓦人口变化图示

舍扎勒伯努瓦于2022年1月1日时的人口数量为762人。